# Farolim do molhe norte de Vila do Conde
O Farolim do molhe norte de Vila do Conde, é um farolim que se localiza na cabeça do molhe norte da barra de Vila do Conde, na foz do Rio Ave.
O dispositivo ótico encontra-se instalado numa coluna com faixas vermelhas e brancas, emitindo 1 relâmpago vermelho a cada 4 segundos. Está equipado de uma sirene que emite som durante 10 segundos, num ciclo de 30 segundos.

## Outras informações
- Activo: Sim
- Acesso: Avenida Marquês de Sá da Bandeira